# Ligne 144 (Infrabel)
La courte ligne 144 Gembloux - Jemeppe-sur-Sambre dite « Ligne de l'Orneau » ne comporte presque plus de desserte locale (deux paires de trains P le matin et autant le soir). Elle constitue toutefois l'itinéraire d'évitement entre Namur et Gembloux, en cas d'incident ou pour éviter la très raide rampe de Rhisnes aux trains lourds. La vitesse de référence est de 90 km/h.

## Historique
- Le 18 juillet 1842, l'ingénieur Xavier Tarte demanda au Gouvernement l'attribution d'une concession pour la construction d'une ligne de chemin de fer privée, le Chemin de fer de Louvain à la Sambre dont la ligne devait relier Louvain à Jemeppe-sur-Sambre via Ottignies, Wavre et Gembloux en empruntant la vallée de la Dyle et celle de l’Orneau[1].
- Ce projet fait suite à un projet de canal proposé par le même ingénieur en 1829[1].
- Par la convention du 31 janvier 1873, la concession d'une ligne reliant Gembloux à Jemeppe-sur-Sambre est attribuée à la Compagnie des chemins de fer des bassins houillers du Hainaut en même temps qu'une concession pour une ligne entre Tamines et la Meuse (future ligne 150) et une ligne prolongeant cette dernière jusqu'au Luxembourg (l'Athus-Meuse). Les Bassins houillers du Hainaut possédaient en effet plusieurs concessions minières et un chemin de fer au Luxembourg.
- La ligne est inaugurée en 1877 par l’État Belge, 22 ans après l'arrivée du train à Gembloux et 34 ans après la desserte de Jemeppe-sur-Sambre ; elle est réservée aux marchandises durant ses deux premiers mois d'existence et comporte deux gares, Mazy et Onoz-Spy.
- Vers 1905 débutent les travaux de la courbe de Moustier, destinée à permettre aux trains venant de Gembloux de continuer vers Namur et vice-versa sans rebrousser à Jemeppe-sur-Sambre. Presque achevée en 1914, elle est mise en service dans les années 1920.
- Après la Première Guerre mondiale, l'augmentation de la masse des trains rend le franchissement de la rampe de Rhisnes de moins en moins aisé. En outre, la gare de triage de Namur (Ronet) ne peut être desservie depuis Bruxelles via Namur sans remise en tête. En 1921, ceci justifie le dédoublement de la voie.
- Après la seconde guerre mondiale, la SNCB a le projet d'électrifier la ligne 161. La ligne 144 fait également partie du lot et la "ficelle" est mise sous tension en 1956.
- En 1988, la halte de Vichenet est fermée, suivie en 1993 par les gares de Onoz - Spy et de Jemeppe-Froidmont. La desserte voyageur est réduite à la portion congrue.
- En 2001, la réouverture de la ligne 147 "à sens unique" avec l'éventualité de reposer la seconde voie fait planer l'incertitude car ce tracé - qui a l'avantage d'éviter la ligne 161 - capte une partie du trafic marchandise. D'ailleurs l'entretien d'une des deux voies de la ligne 144 est "postposé".
- En juillet 2016, la caténaire de la voie montante vers Gembloux a été démontée en vue de travaux prévus en août au niveau du tunnel d'Onoz (ripage de la voie descendante dans l'axe central du tunnel) afin de permettre le passage des voitures M6. Cette voie est toujours "temporairement hors service" au 1er janvier 2019[2], bien que plusieurs passages a niveau aient été rénovés en configuration à voie unique et que le démontage des rails soit réalisé début 2019.
- En 2020-2021, la voie nord est déposée sur le tronçon situé au sud de Gembloux.

## Les ouvrages d'art
La ligne suit l'Orneau, paisible affluent de la Sambre. Entre Mazy et Onoz, la vallée est encaissée et a nécessité la construction d'un court tunnel de 180 m.
Elle comporte deux tranchées profondes, à la sortie de Gembloux et une entre la gare d'Onoz-Spy et Jemeppe-Froidmont.

## Utilisation

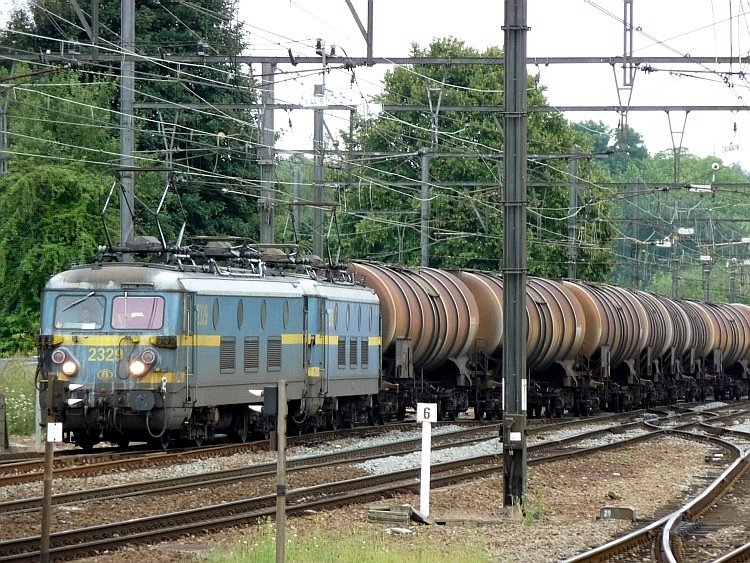
Le train de citernes
Luxembourg - Feluy arrive à Gembloux, avant d'y faire demi-tour

En 2019, l'utilisation de la ligne est assez restreinte.
- 4 Allers - retours (deux en matinée, deux en soirée) permettent aux navetteurs de rejoindre Gembloux d'une part et Tamines de l'autre en correspondance avec des trains pour Namur, Bruxelles et Charleroi notamment.
- Les trains de marchandises qui fréquentent encore la ligne 161 et qui ont un relais traction ou conducteur à Ronet transitent aussi par cette ligne.
- De manière un peu incongrue, la saturation de la ligne 130 autour de Ronet fait qu'en 2008-2009, un train de citernes vides entre le triage de Luxembourg et la raffinerie de Feluy vient faire demi-tour à Gembloux avant d'emprunter la ligne.
- Occasionnellement, la ligne est utilisée par des trains de voyageurs déviés en cas de travaux sur la ligne 161[4]. Cette possibilité est rendue délicate par la mise à voie unique de la ligne 144 (dans ce cas, plusieurs convois sont expédiés successivement dans un sens, puis dans l'autre, cette alternance pouvant induire d'importants retards sur les convois qui doivent attendre que la voie soit libérée par les trains circulant en sens inverse).